# 福田泰三
福田 泰三（ふくだ たいぞう、1886年（明治19年）12月12日 - 1964年（昭和39年）10月26日）は、昭和時代の政治家。山口県下関市長。

## 経歴
福田重治郎の二男として、下関に生まれる。1906年（明治39年）東京中学を卒業。下関市議を22年、山口県議を12年、下関市長を3期12年歴任した。
市長在任中は、関門商品取引所の誘致、下関水族館や火の山ロープウェイなどの観光施設の建設、下関市立大学・第一高校・体育館などの教育施設の整備に尽力した。ほか、全国市長会副会長を歴任した。
1964年（昭和39年）10月26日、肝臓がんのため死去した。市葬が行われた。

## 栄典
位階
- 従五位[2]

勲章等
- 勲四等瑞宝章[2]